# Bela Vista (métro de Lisbonne)
Pour les articles homonymes, voir Bela Vista (homonymie).
Bela Vista est une station du métro de Lisbonne sur la ligne rouge.